# In the Dark (serie televisiva 2019)
In the Dark è una serie televisiva statunitense, creata da Corinne Kingsbury per The CW, dove è stata trasmessa dal 4 aprile 2019 al 5 settembre 2022.

## Trama

### Prima stagione
Una ragazza cieca di vent'anni, Murphy, si trascina nella vita in una foschia ubriaca. Ha solo due amici: Jess, la sua comprensiva compagna di stanza, e Tyson, un giovane spacciatore che l'ha salvata da una violenta rapina. A passeggio con il suo cane guida, Pretzel, inciampa su un cadavere che dovrebbe essere di Tyson, ma scompare prima che arrivi la polizia. Questa però non sembra incline a indagare e Murphy scoraggiata, si aggrappa all'unica cosa che può farla andare avanti: capire cosa è successo al suo amico. Decide di risolvere da sola l'omicidio, gestendo al contempo la sua colorata vita di appuntamenti e il lavoro che odia alla Guiding Hope, una scuola di addestramento per cani guida gestita dai suoi genitori. Durante l'indagine i sospetti e le accuse cadono su varie persone, ma alla fine Murphy scoprirà che a uccidere Tyson è stato il poliziotto corrotto Dean Riley, già alle dipendenze di Nia, perché scoperto da Tyson essere pagato da questa. Murphy registra la confessione di Dean e per evitare che venga uccisa da questi, causa un incidente automobilistico e i due finiscono all'ospedale.

### Seconda stagione
All'ospedale Murphy consegna la confessione che ha registrato di Dean, ma il capo della polizia la fa sparire, temendo un'indagine sul suo distretto e per proteggersi dall'interesse mediatico che causerebbe lo scandalo. Jess e Felix, per salvare la Guiding Hope, recuperano i 100 mila dollari nascosti da Max in un pozzo, sottraendoli a Nia.

## Episodi
| Stagione         | Episodi | Prima TV USA | Prima TV Italia |
| ---------------- | ------- | ------------ | --------------- |
| Prima stagione   | 13      | 2019         | 2020            |
| Seconda stagione | 13      | 2020         | 2020            |
| Terza stagione   | 13      | 2021         | 2021            |
| Quarta stagione  | 13      | 2022         | 2023            |

## Personaggi e interpreti

### Personaggi principali
- Murphy Mason (stagioni 1-4), interpretata da Perry Mattfeld, doppiata in italiano da Gemma Donati.[2]
È una giovane donna la cui cecità, personalità introversa e stile di vita autodistruttivo la rendono inattaccabile dalla maggior parte delle persone. Quando un amico viene assassinato, trova un nuovo scopo nella vita, nel cercare di trovare il suo assassino.
- Jess Damon (stagioni 1-3), interpretata da Brooke Markham, doppiata in italiano da Letizia Ciampa.[2]
È una veterinaria di Guiding Hope, compagna di stanza e migliore amica di Murphy. A volte assiste anche Murphy come aiutante informale.
- Felix Bell (stagioni 1-4), interpretato da Morgan Krantz, doppiato in italiano da Flavio Aquilone.[2]
È un collega di Murphy a Guiding Hope. Successivamente acquista la scuola quando fallisce.
- Max Parish (stagioni 1-4), interpretato da Casey Deidrick, doppiato in italiano da Marco Vivio.[2]
È il proprietario di un camion di cibo e socio di Darnell che viene attratto da Murphy. A sua insaputa ricicla il denaro di Nia Baley e per questo fa riferimento a Darnell. Alla fine della prima stagione fugge con i soldi di Nia e nella seconda stagione viene improgionato per riciclaggio di denaro. Viene però scarcercato da Dean per tentare di incastrare Nia attraverso la testimonianza di Murphy.
- Dean Riley (stagioni 1-2), interpretato da Rich Sommer, doppiato in italiano da Massimo De Ambrosis.[2]
Un poliziotto che simpatizza con Murphy poiché anche sua figlia è cieca. Si scoprirà essere il vero assassino di Tyson e un poliziotto corrotto alle dipendenze di Nia Baley. Una volta scoperto, alla fine della seconda stagione, si suicida per non venire catturato.
- Darnell James (stagioni 1-2), interpretato da Keston John, doppiato in italiano da Paolo Vivio.[2]
È il capo della banda locale e cugino di Tyson, a cui Murphy si rivolge per chiedere aiuto per trovarlo.
- Tyson Parker (stagione 1-4), interpretato da Thamela Mpumlwana, doppiato in italiano da Mattia Fabiano.[2]
È un adolescente che ha salvato Murphy da una violenta aggressione e diventa il suo amico più caro fino alla sua morte prematura.
- Nia Baley (stagioni 1-2), interpretata da Nicki Micheaux, doppiata in italiano da Barbara Castracane.[2]
È a capo della banda di spacciatori di droga locale. Da lei dipendono Dean, Darnell, Max, Tyson e successivamente Murphy, Jess e Felix. Finisce uccisa da Jess, quando sta per sparare a Murphy.
- Josh Wallace (stagione 2), interpretato da Theo Bhat.[2]
Agente del fisco. Si avvicina alla Guiding Hope perché scopre che sta diventando cieco. Diviene amico e poi amante di Murphy, ma alla fine sarà colui che ne scopre i rapporti con Nia e la incrimina per riciclaggio di denaro.

### Personaggi secondari
- Hank Mason (stagioni 1-2), interpretato da Derek Webster, doppiato in italiano da Roberto Draghetti.[2]
È il padre adottivo di Murphy e proprietario della Guiding Hope fino a quando non la vende a Felix.
- Joy Mason (stagione 1-2), interpretata da Kathleen York, doppiata in italiano da Laura Boccanera.[2]
È la madre adottiva di Murphy. A differenza di Hank, accetta meno le scelte di vita discutibili di Murphy.
- Chelsea (stagioni 1-4), interpretata da Lindsey Broad, doppiata in italiano da Federica De Bortoli.[2]
È la barista del bar frequentato da Murphy e Jess. Ha una breve relazione prima con Dean e poi con Felix.
- Gene Clemens (stagione 2), interpretato da Matt Murray.[2]
È un giovane poliziotto, collega di Dean. Alla fine sarà colui che lo incastrerà, scoprendone il rapporto con Nia.
- Leslie Bell (stagioni 3-4), interpretata da Marianne Rendón.[2]
- Sam (stagioni 1-4), interpretata da Cortni Vaughn Joyner.[2]
- Chloe Riley (stagioni 1-4), interpretata da Calle Walton, doppiata in italiano da Chiara Fabiano.[2]
È la figlia cieca di Deen Riley,
- Vanessa (stagioni 1-2), interpretata da Humberly Gonzalez, doppiata in italiano da Veronica Puccio.[2]
- Jules Becker (stagioni 1-4), interpretata da Saicon Sengbloh, doppiata in italiano da Eleonora Reti.[2]
- Sarah Barnes (stagioni 1-4), interpretata da Ana Ayora, doppiata in italiano da Mattea Serpelloni.[2]

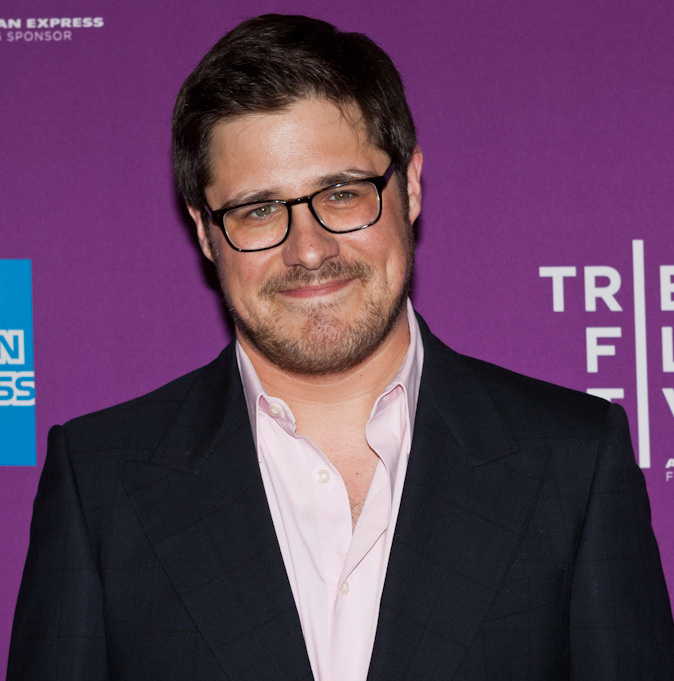
Rich Sommer, interprete di Dean Riley
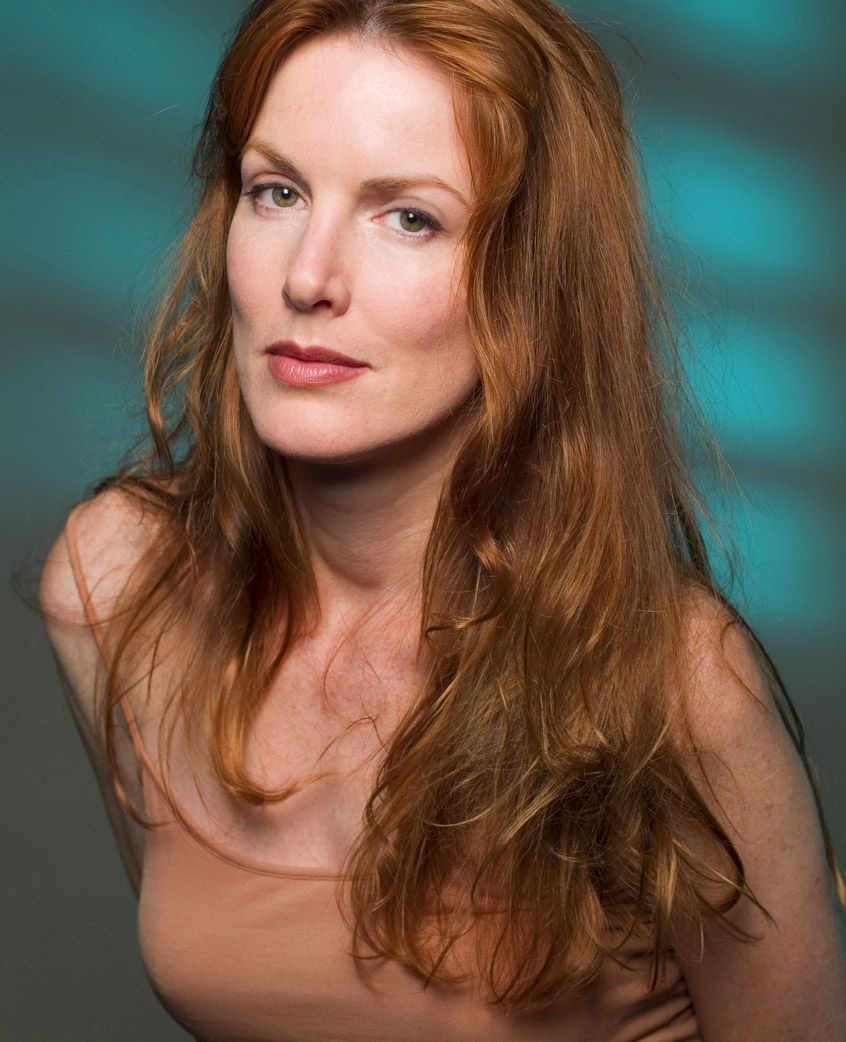
Kathleen York, interprete di Joy Mason

## Produzione

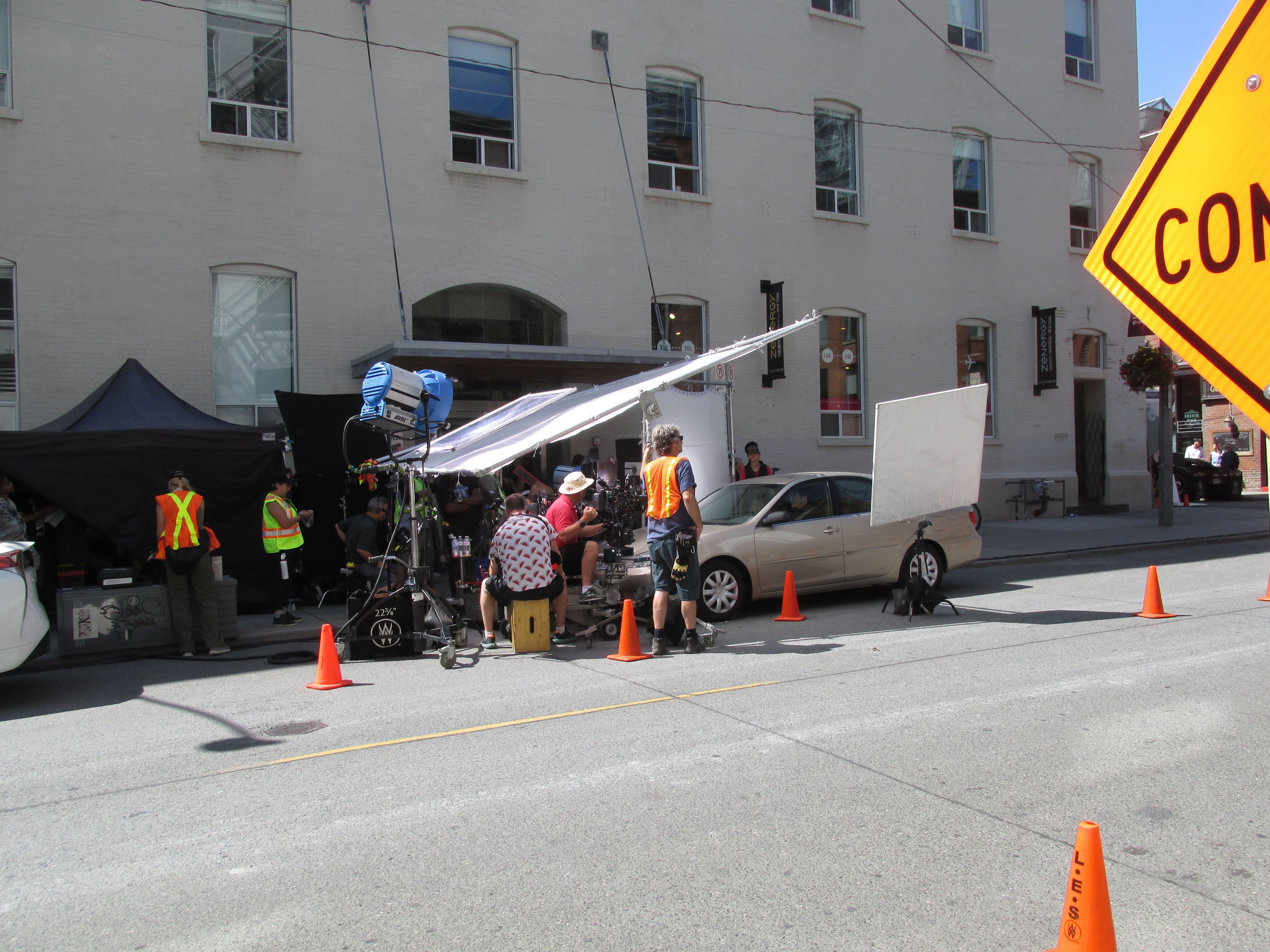
Le riprese di In the Dark a Toronto, Ontario, Canada

### Sviluppo
La serie è stata creata da Corinne Kingsbury per The CW, al debutto durante la stagione televisiva 2018-19 . Il 30 gennaio 2018, il CW ordinò ufficialmente il pilota. La serie è stata confermata l'11 maggio 2018.
Il 30 gennaio 2018, The CW ha ordinato l'episodio pilota, con Michael Showalter come regista. Nel maggio 2018, la serie ha ricevuto l'ordine per la prima stagione. Nell'aprile 2019, la serie è stata rinnovata per una seconda stagione. Nel gennaio 2020, The CW ha rinnovato la serie per una terza stagione. Nel febbraio 2021, è stata rinnovata per una quarta stagione.
In the Dark è la prima serie in prima serata di The CW ad avere l'audio del servizio video-descrittivo, sebbene, essendo una rete minore, non sia tenuta a disporre di disposizioni DVS ai sensi dei regolamenti statunitensi. Il 10 gennaio 2019, The CW ha annunciato la première della serie il 4 aprile alle 21:00  Il 24 aprile 2019, The CW ha rinnovato la serie per una seconda stagione, originariamente prevista per la première il 28 maggio 2020 ma è stata spostata il 16 aprile 2020. Il 7 gennaio 2020, la serie è stata rinnovata per una terza stagione. La serie è stata rinnovata per una quarta stagione.

### Casting
Il 2 marzo 2018, è stato annunciato che Perry Mattfeld era stata scelta per il ruolo di protagonista di Murphy nel pilot della serie, insieme a Brooke Markham nei panni di Jess, compagna di stanza e migliore amica di Murphy, e Keston John come Darnell, uno spacciatore locale; seguito il 9 marzo da Kathleen York nei panni di Joy, la madre di Murphy e Derek Webster nei panni di Hank, il marito di Joy. Austin Nichols è stato scelto per il ruolo di Dean, un poliziotto con una figlia cieca, il 12 marzo  Il 16 maggio 2018, The CW ha annunciato che il ruolo di Dean era stato liberato, Nichols fu sostituito da Rich Sommer il 13 luglio 2018. Il 10 settembre 2019, Matt Murray è stato scelto per un ruolo ricorrente nella seconda stagione.

### Riprese
Le riprese dell'episodio pilot sono iniziate il 12 marzo 2018, a Toronto, Ontario, Canada; e si sono concluse il 28 marzo.  Le riprese principali della stagione 1 sono iniziate l'8 agosto 2018 e si sono concluse il 21 dicembre 2018. Le riprese principali per la seconda stagione sono iniziate il 19 agosto 2019 e si sono concluse il 24 gennaio 2020 a Toronto (Ontario, Canada).

## Distribuzione
In the Dark è stato presentato in anteprima su The CW alle 9:00 pm il 4 aprile 2019. La seconda stagione è stata trasmessa dal 16 aprile 2020.

## Riconoscimenti
- ReFrame
  - 2023 - Reframe Stamp